# Seznam vojaških vaj Slovenske vojske
Seznam vojaških vaj Slovenske vojske (vključene so tudi vaje TO RS).

## 1991
- Premik 91

## 1999
- Trebje-99

## 2000
- Cerklje 2000
- Bač 2000
- Konjice 2000
- Trebnje 2000
- Knežak 2000
- Pripravljenost 2000
- Načrtovanje delovanj 2000
- Odločen odgovor 2000
- Oklep 2000

## 2001
- Načrtovanje delovanj 2001
- Odločen odgovor 2001
- Trebnje 2001
- Pole 2001
- Menina 2001
- Krško 2001
- Perun 2001

## 2002
- Odločen odgovor 2002

## 2004
- Skok 2004

## 2006
- Sokolji udar 2006